# Aziz Mirza
Aziz Mirza (ur. 15 sierpnia 1947) – indyjski reżyser, scenarzysta i producent filmowy. 
Zadebiutował w 1989 roku filmem telewizyjnym z młodym Shah Rukh Khanem i Ashutosh Gowarikerem, późniejszym twórcą Lagaan. Od tamtego czasu ściśle współpracował z Shah Rukh Khanem i Juhi Chawlą, z którymi nie tylko zrealizował trzy kolejne filmy (Raju, gentleman w każdym calu, Miłość czy pieniądze?, Moje serce bije po indyjsku), ale też współzałożył wytwórnię filmową „Unlimited Dreams”. Już pod jej auspicjami wyreżyserował Chalte Chalte – Blisko siebie (też z Shah Rukh Khanem). W 2008 roku zrealizował Kismat Konnection. W rolach głównych wystąpili w nim Shahid Kapoor, Vidya Balan i Juhi Chawla.

## Filmografia
| Rok  | Film                                                      | Rola                            |
| ---- | --------------------------------------------------------- | ------------------------------- |
| 1989 | Circus                                                    | reżyser                         |
| 1992 | Raju, gentleman w każdym calu (Raju Ban Gaya Gentleman)   | reżyser, scenarzysta            |
| 1997 | Miłość czy pieniądze? (Yes Boss)                          | reżyser, scenarzysta            |
| 2000 | Moje serce bije po indyjsku (Phir Bhi Dil Hai Hindustani) | reżyser, producent              |
| 2003 | Chalte Chalte – Blisko siebie (Chalte Chalte)             | reżyser, scenarzysta, producent |
| 2008 | Kismat Konnection                                         | reżyser                         |